# Karakelong
Karakelong (en indonesio: Pulau Karakelong) es una isla de Indonesia en el Océano Pacífico, la mayor de las islas Talaud, con un área de 845,6 km² (según otras fuentes de un máximo de 980 km²), que posee una longitud de costa de 182,7 kilómetros.
Se trata de una zona de montañosa (con una altura máxima de 680 metros sobre el nivel del mar), cuyas principales actividades económicas son el cultivo de palmas de coco, las cícadas, la nuez moscada, la explotación forestal (madera de teca y ratán) y la pesca. Siendo sus principales ciudades: Beo y Rainis.
En Karakelong hay muchas especies únicas de aves, incluyendo la cotorra endémica histrio Eos.
La isla está ubicada en las coordenadas geográficas siguientes: 04°15′32″N 124°48′00″E / 4.25889, 124.80000